# Rada Narodowa Rusinów
Rada Narodowa Rusinów – rusińska organizacja, utworzona w Stanach Zjednoczonych w połowie lipca 1918 pod przewodnictwem Grigorija Żatkowicza.
12 listopada 1918 zorganizowała w USA plebiscyt na temat przyszłej przynależności terytorialnej ziem zamieszkanych przez Rusinów. Większość głosujących (67%) opowiedziała się za przyłączeniem do Czechosłowacji. W związku z tym w tym samym dniu uchwalono w Scranton rezolucję o przyłączeniu do Czechosłowacji na zasadzie federacji Rusinów węgierskich z żup: Spisz, Sarysz, Zemplin, Abauj, Gemer, Borsod, Uż, Ugocsa, Beregszaz i Marmaros-Sziget.

## Literatura
- Krzysztof Lewandowski – Sprawa ukraińska w polityce zagranicznej Czechosłowacji w latach 1918-1932, Wrocław 1974